# Jacques Cotta (politique)
Pour les articles homonymes, voir Cotta et Jacques Cotta.
Jacques Cotta, né le 9 avril 1908 à Nice où il est mort le 26 février 1971, était un résistant et homme politique français, maire de Nice de 1945 à 1947.

## Biographie
Diplômé de HEC (promotion 1926), il est ensuite journaliste puis devient un avocat pénaliste réputé. Socialiste, membre de la SFIO, il est résistant pendant la Seconde Guerre mondiale. À la Libération, il fait partie de la direction de Mouvement de Libération Nationale (MLN) et est nommé au comité départemental de libération en 1945.
Il est élu à la mairie de Nice en 1945 face au communiste Virgile Barel, mais est battu par Jean Médecin aux élections cantonales. Il perd ensuite l'élection municipale de 1947 au cours de laquelle Jean Médecin s'impose.
Il est le père des journalistes Michèle Cotta et Jacques Cotta, de l'avocate pénaliste Françoise Cotta et de l'économiste Alain Cotta.